# Deutsch Ehrensdorf
Deutsch Ehrensdorf (ungarisch Némethásos, kroatisch Nimški Hašaš) ist ein Weinbauort in der Marktgemeinde Strem im Bezirk Güssing im Burgenland in Österreich.

## Geografie
Deutsch Ehrensdorf liegt im südburgenländischen Bezirk Güssing auf einer Höhe von 235 m, westlich vom Kulmer Wald. Die Ortschaft befindet sich 6 km nördlich des Ortes Strem und hat 170 Einwohner.

## Geschichte
Laut Ortschronik wurde der stets deutschsprachige Ort im Jahr 1297 erstmals erwähnt: Der ungarische König, Andreas III., tauschte dem einer Seitenlinie der Güssinger Grafen entstammenden Jakob von Héderváry (aus dem Adelsgeschlecht Heder und Hedervary) die Herrschaft Eberau (Allerheiligen, Prostrum, Bildein, Höll, Winten, Koh- und Kirchfidisch) für andere Güter aus. Bereits im Jahr 1255 war das Gebiet von Strem, Heiligenbrunn, Sumetendorf und die heute nicht mehr zuordenbaren Orte Merhart, Ujefalu und Pinka in den Händen dieser Grundherrenfamilie.
Der erste schriftliche Beleg des bis 1921 amtlich als (Nemet) Hasas (abgeleitet von ungarisch hasos ‚Lindengegend‘) geführten Dorfes stammt aus dem Jahr 1369: König Ludwig der Große übergab Körmend und den Eberauer Besitz dem Berthold von Ellerbach (Elderbach).
Ab 1489 gehörte der Ort dem Paulinerkloster Kulm, dann der Familie Erdödy.
1659 wurde Kroatisch Ehrensdorf als Horvath Hassos erstmals schriftlich erwähnt. Die 100 Jahre zuvor dorthin gezogenen kroatischen Neusiedler bildeten zunächst mit den „Alt“-Ehrensdorfern eine Dorfeinheit. Ein Feldkreuz in den Weinbergen, an dessen Stelle eine gemeinsame Kirche bis zum Anfang des 19. Jahrhunderts stand, erinnert noch heute daran. Die heutige Dorfkirche verdankt ihre Entstehung dem in Deutsch-Ehrensdorf geborenen Pfarrer Georg Legath. Er ist auch der Mentor einer Dorfschule (um 1810).
Ein wichtiges wirtschaftliches Standbein für die Dorfbewohner bildet der Weinbau. In der Mitte des 18. Jahrhunderts erreichte das Flächenausmaß für den Weinbau in den Bergen 240 Hauer (ein Hauer =2-3 Ar).
Die Dorfgeschichte zu Beginn des 20. Jahrhunderts war von einer allgemeinen Bevölkerungszunahme gekennzeichnet, mit der allerdings Armut und ein gesteigerter Bedarf nach Grund und Boden der überwiegend bäuerlichen Bevölkerung einhergingen. Erbteilungen und das Hinauszahlen der Geschwister steigerten vor allem in kinderreichen Familien die Not. Etliche Dorfbewohner wanderten daher nach Amerika aus. Hielt sich die Auswanderbewegung in den beiden Jahrzehnten vor 1914 noch in einem erträglichen Rahmen, so explodierte sie in der Zwischenkriegszeit. Allein in den Jahren 1922/23 beispielsweise verließen dreizehn Bewohner ihr Heimatdorf, was bei einer Gesamteinwohnerzahl von 273 einen Anteil von 5 % bedeutete.
Nach dem Zweiten Weltkrieg setzte sich die Emigrationsbewegung, wenn auch in deutlich abgeschwächter Form, fort und kam erst in den 1960er Jahren zum Stillstand. Nachteilig für die Entwicklung von Deutsch-Ehrensdorf erwies sich die geographische Randlage abseits jeglicher Straßenverbindungen der Region. Elektrizität hielt daher erst im Jahre 1950 Einzug. Seit 1958 verbindet eine Schotterstraße den Ort mit seinen Nachbargemeinden Steinfurt und Strem.

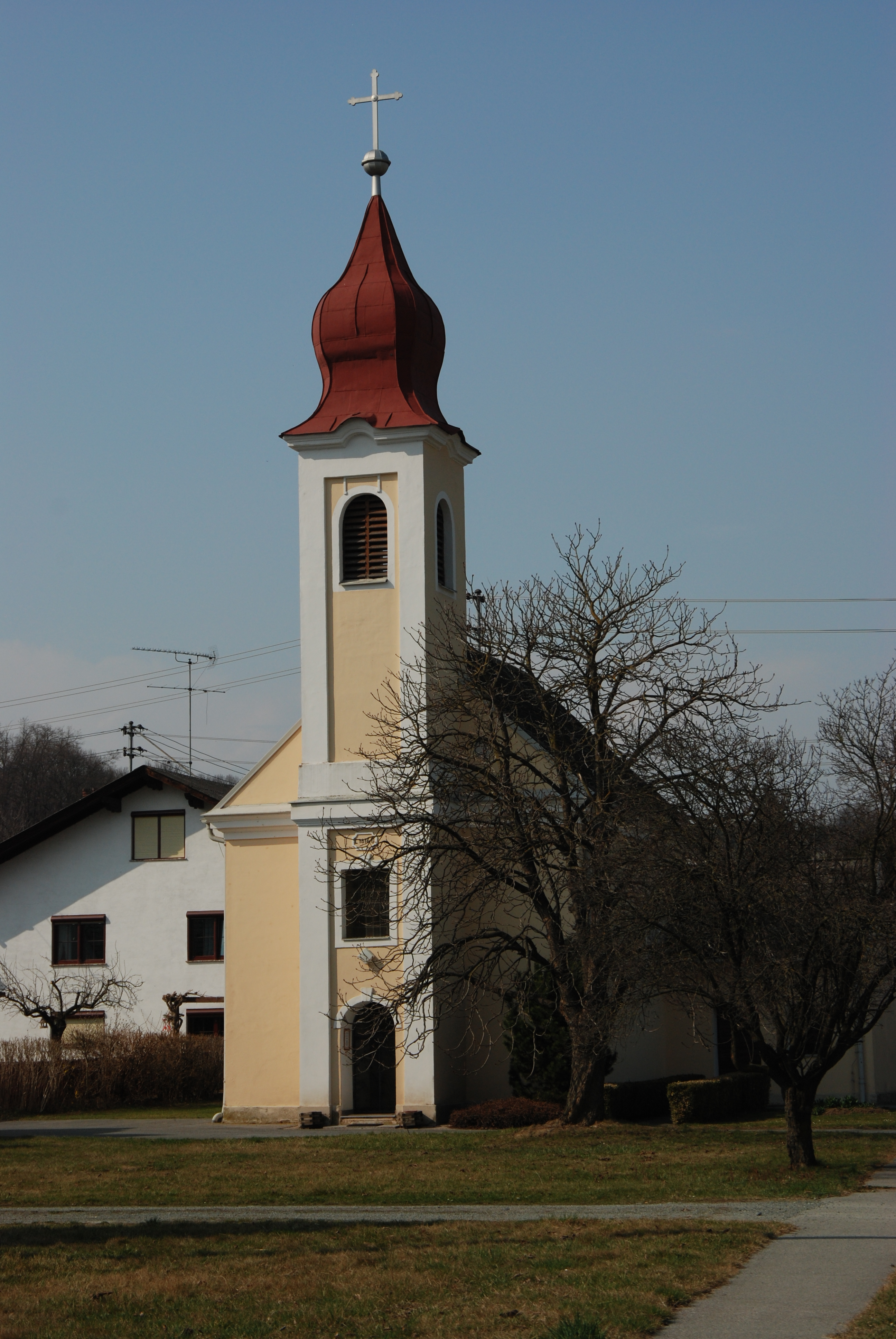
Kirche Deutsch Ehrensdorf

## Kultur und Sehenswürdigkeiten
- Filialkirche hl. Johannes Evangelist, mitten auf dem Anger stehend.

## Persönlichkeiten
- Gisela, Martin und Frieda Legath, Landwirte, Widerstandskämpfer und Gerechte unter den Völkern